# عاصم اورهان باروت
 عاصم اورهان باروت (انگلیسی: Asım Orhan Barut؛ زاده ۶ ژوئن ۱۹۲۶ درگذشته ۵ دسامبر ۱۹۹۴) یک فیزیک‌دان اهل ایالات متحده آمریکا بود.